# Любовник на день
«Любовник на день» (фр. L'amant d'un jour) — французская кинодрама 2017 года, поставленная режиссёром Филиппом Гаррелем. Лента была отобрана для участия в программе «Двухнедельник режиссёров» на 70-м Каннском международном кинофестивале (2017).

## Сюжет
23-летняя студентка Ариана — любовница профессора философии Жиля, ставшая инициатором этих отношений. Никто не знает про их роман, поэтому формально они представляют интерес и для других людей, пусть и не предпочитают говорить об этом открыто. Однажды в квартире Жиля появляется его дочь Жанна, которая поссорилась со своим парнем и теперь не знает, куда себя деть. Вроде всё складывается хорошо, но Ариана постоянно засматривается на младших мужчин.

## В ролях
- Эрик Каравака — профессор Жиль
- Эстер Гаррель — Жанна дочь профессора
- Луиза Шевийотт — Ариана любовница профессора

## Критика
«Любовник на день» получил положительные отзывы критиков. На агрегаторе-оценок Rotten Tomatoes фильм имеет 82% «свежести» на основе 51 рецензий. Консенсус сайта гласит: «Любовник на один день предлагает захватывающее персонажей, которое хорошо и правдоподобно сыграно» а также выделили операторскую работу. На агрегаторе Metacritic фильм получил рейтинг 69 балла из 100 на основе 14 отзывов критиков, что означает «в целом положительные отзывы».
Памела Пьянецца из Variety назвала фильм «заманчивой и очень элегантно созданной, хотя и во многом предсказуемой, романтической драмой».
Французский журнал Cahiers du cinéma поставил фильм на 6-е место в списке 10 лучших фильмов 2017 года.